# Muravera
Muravera est une commune italienne d'environ 5 300 habitants, située dans la province de Sardaigne du Sud, dans la région Sardaigne.

## Administration
| Période                                  | Période | Identité | Étiquette | Qualité |
| ---------------------------------------- | ------- | -------- | --------- | ------- |
|                                          |         |          |           |         |
| Les données manquantes sont à compléter. |         |          |           |         |

### Hameaux
Capo Ferrato, Costa Rei, Feraxi

### Communes limitrophes
Castiadas, San Vito, Villaputzu